# Mérőszám
A mérőszám azt mutatja meg, hogy a mértékegységet hányszor lehet a mérendő mennyiségbe belefoglalni.
Egy fizikai jelenséget akkor nevezhetünk mennyiségnek, ha képesek vagyunk észszerűen mértékegységet rendelni hozzá. Ebben az esetben meghatározhatjuk, hogy a – most már mennyiségnek tekintett – fizikai jelenség hányszor nagyobb, mint a neki tulajdonított mértékegység; az erre irányuló egész tevékenységet nevezzük mérésnek.
A mérőszám jelölése a kapcsos zárójel: {}